# Rasmus Hansen (komponist)
 For alternative betydninger, se Rasmus Hansen. (Se også artikler, som begynder med Rasmus Hansen)
Rasmus Bosse (født Hansen 26. maj i 1977) er en dansk komponist & arrangrør. 
Har arrangeret, orkestreret og produceret for en række solister og orkestre til film, teater, koncerter, TV Shows og CD-indspilninger. - Produktionerne spænder bredt med arrangementer til symfoniorkestre, kor, big bands, pop og rockbands. 
2018 Arrangør og producer af Kirstine Bonde´s album: Kirstine Bonde, med Budapest Symfoniorkester.  
2017 Komponist til DR`s julekalender 2017 “Labans Jul”.
Rasmus Bosse har arrangeret musikken til mere end 20 spillefilm og tv serier, samt medvirket som arrangør på mere end 50 albums. Har været orkesterarrangør på flere TV Shows på DR og TV2.

## Udvalgte produktioner
Komponist 
- "Labans Jul" 2017

Arrangør og orkestrator 
2015 Kapelmester L:O:C Grand Cru efterår- og sommertour, herunder Grøn Koncert, samt arrangør af EP´en af samme navn. 
- "TV2 fejrer Dronning Margrethes 75 års fødselsdag". 2015

Århus musikhus, Antnelli Orchestra og Århus Symfoniorkester, solister: Michael Falch, Peter A.G. Nielsen, Rasmus Seebach, Barbara Moleko Rasmus Walter, Pernille Rosendahl.    
- "DIRCH" 2011

- "Headhunters" af Jo Nesbø

- "Mænd der hader kvinder", "Pigen der legede med ilden" & Luftkastellet der blev sprængt", Stieg Larsson Trilogien(film/TV-serie)(2009)

Jacob Groth, Bratislava Symfoniorkester
- Vinder af KODAs Spil Dansk Dagens sangskriverkonkurrence i 2009 i kategorien "klimasang", sammen med tekstforfatteren Bjarne Jes Hansen, med sangen "Hør, hun synger livet", der blev sunget af Bobo Moreno[1]
- "Newmakers" (film) (2009)

Anthony Lledo, DR Underholdningsorkestret
- "Kun en drøm" (album) (2008)

Sinne Eeg & Chris Minh Doky, strygekvartet
- "Forelsket i København" (musical) (2007)

Bent Fabricius-Bjerre, DR Underholdningsorkestret
- "Frostbiten" (film) (2006)

Anthony Lledo, Bratislava Symfoniorkester
- "Blueberries" (album) (2006)

Sara Grabow, strygekvartet

Rasmus Bosse har bl.a arrangeret til: MØ, Aura, L.O.C., Quadron, Pernille Rosendal, Bent Fabricius-Bjerre, Lars HUG, Allan Olsen, Rasmus Seebach, Søs Fenger, Peter AG, Sigurd Barret, Sinne Eeg, Louise Fribo, Susanne Elmark, Bo Skovhus, Maria Lucia, Halfdan E, Søren Hyldgaard, Jeppe Kaas og Frans Bak.